# Rajna Rácz Mihály
Rajna Rácz Mihály névvariánsok: Rajna Mihály;  Rácz Mihály (Debrecen, 1934. január 15. –) magyar színész.

## Életpályája
Színészként 1955-ben diplomázott a Színház- és Filmművészeti Főiskolán. Pályáját Debrecenben kezdte. Az 1956-os forradalomban végzett tevékenysége miatt két évig nem léphetett fel. 1959 és 1963 között a Békés Megyei Jókai Színházban Rajna Mihályként szerepelt. 1970-től 1978-ig az Állami Déryné Színház tagja volt. 1978–tól a szolnoki Szigligeti Színház, 1980–81-ben a Népszínház művésze volt, majd elhagyta az országot és Ausztráliában Sydneyben élt. 1992-től ismét visszaköltözött Magyarországra.

## Fontosabb színházi szerepei

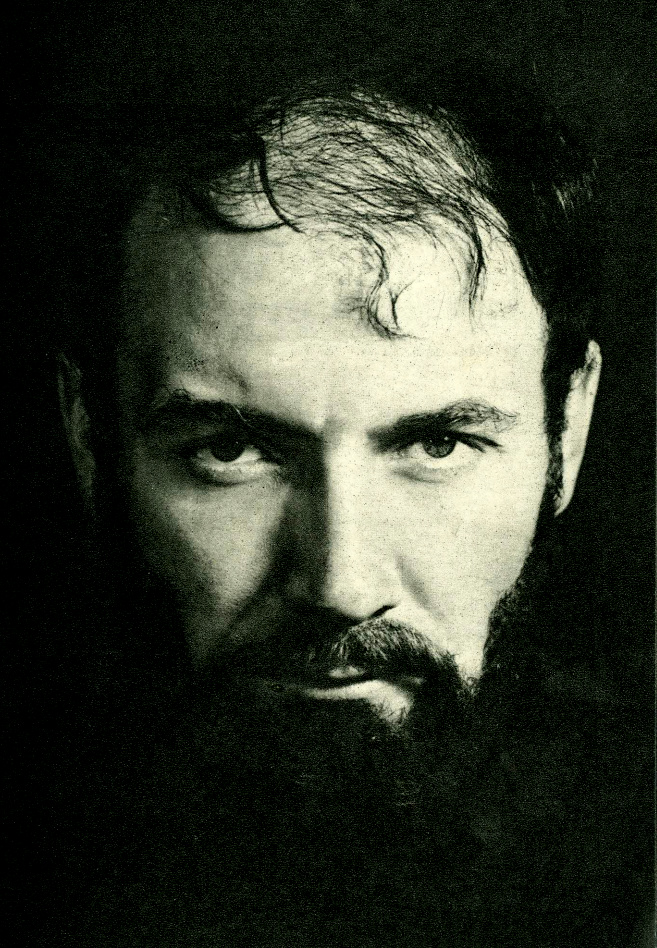
Tyihon szerepében Osztroszkij Vihar című drámájában (Állami Déryné Színház)

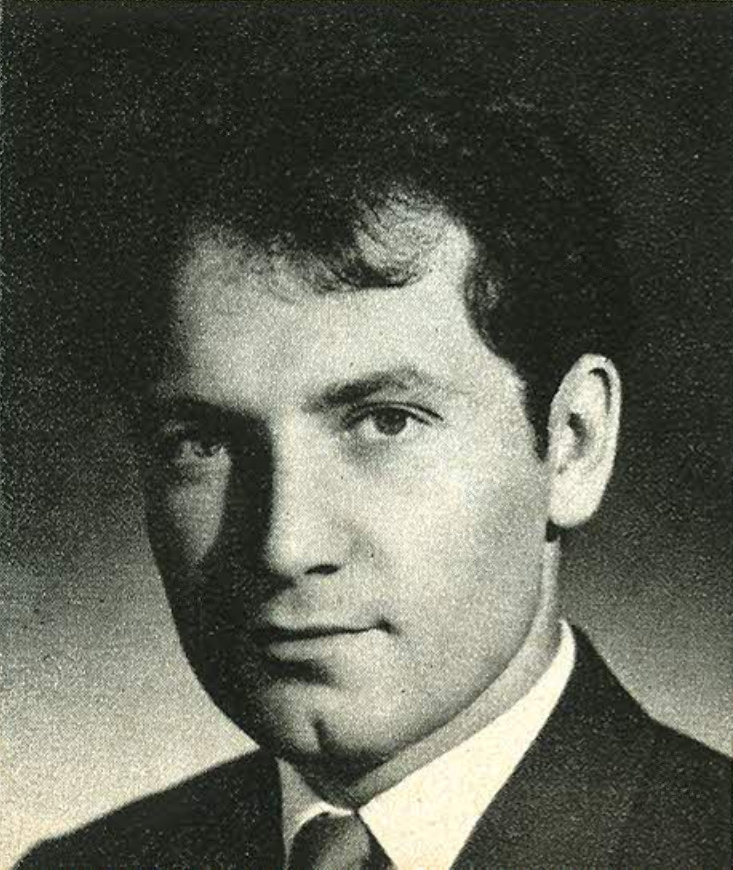
Portréja az Állami Déryné Színház Fekete gyémántok című kiadványában

- Szakonyi Károly: Adáshiba... Emberfi
- Alekszandr Nyikolajevics Osztrovszkij: Vihar... Tyihon
- William Shakespeare: Szentivánéji álom... Ösztövér
- William Shakespeare: Hamlet... Laertes
- Niccolò Machiavelli: Mandragóra... Callimaco
- Lev Nyikolajevics Tolsztoj: A sötétség hatalma... Pjotr
- Lev Nyikolajevics Tolsztoj: Anna Karenina... Sztyepán Arkadjevics Oblonszkij
- Frank Wedekind: A tavasz ébredése... Szépírástanár
- Eduardo De Filippo: Vannak még kísértetek... Alfredo Marigliano, nyugtalan lélek
- Arthur Miller: Édes fiaim... Frank Lubey
- Mikszáth Kálmán – Benedek András – Karinthy Ferenc: A Noszty fiú esete Tóth Marival... Feri
- Jókai Mór – Török Tamás: Fekete gyémántok... Szaffrán Péter
- Csizmarek Mátyás: Apja lánya... Szanda Gábor
- Csizmarek Mátyás: Érdekházasság... Szabó
- Gáspár Margit: Hamletnek nincs igaza... Sümegi Nagy Balázs
- Simon Magda: Százházas lakodalom... Ifj. Rácz
- Nyíri Tibor: Menyasszonytánc... Gábor

## Filmek, tv
- A tűz balladája (1972)